# Megliadino San Vitale
Megliadino San Vitale es una localidad y comune italiana de la provincia de Padua, región de Véneto, con 2.037 habitantes.

## Evolución demográfica
| Gráfica de evolución demográfica de Megliadino San Vitale entre 1861 y 2001 |
|                                                                             |
| Fuente ISTAT - elaboración gráfica de Wikipedia                             |